# Дётман, Франс
Франс Дётман, Франс Дойтман (нидерл. Frans Deutman, нем. Frans Deutmann; 27 марта 1867, Зволле — 18 июля 1915, Бларикюм) — нидерландский художник.

## Биография
Франс Дётман (имя при рождении — Deutmann, Franz Wilhelm Maria) родился 27 марта 1867 родился в Зволле. Окончил Антверпенскую академию художеств, ученик Карела Верлата. Примыкал к Ларенской школе живописи — прямому продолжению Гаагской школы, у истоков которой стоял Антон Мауве, первый учитель Ван Гога. После 1891 года жил в Амстердаме где испытывал финансовые затруднения. В этим причинам он взял за год поле отца и стал фотографом. В 1896 переезжает на улицу Розенграхт (Rozengracht) где и снимает однокомнатную квартиру. В это время пишет портреты, а также фигуры в интерьере. Он умер в Бларикюме, 18 июля 1915 года в возрасте 48 лет.

## Галерея

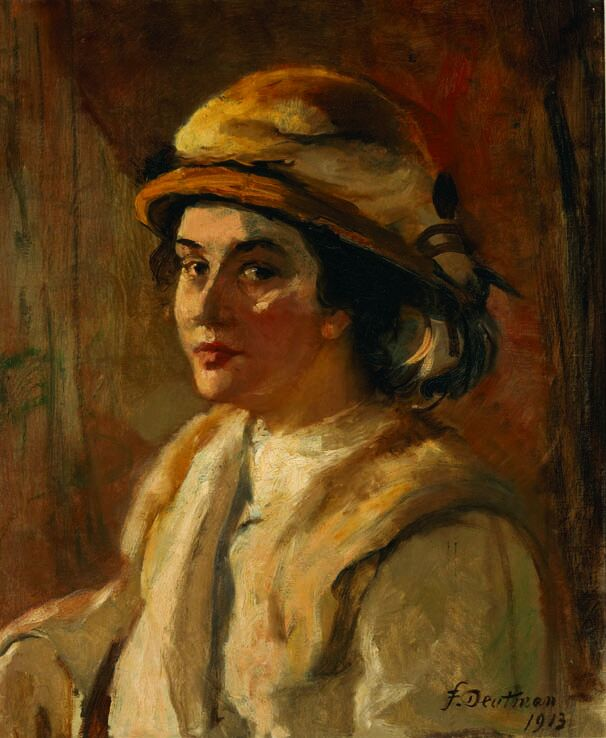
Портрет девушки, 1913
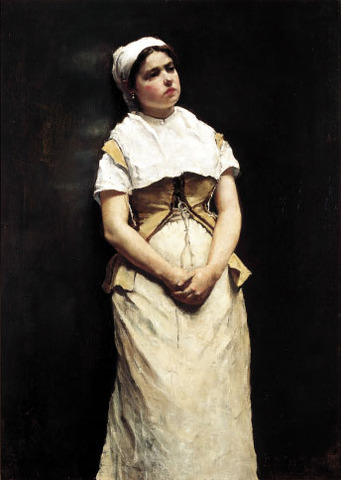
Фламандская девушка, 1887
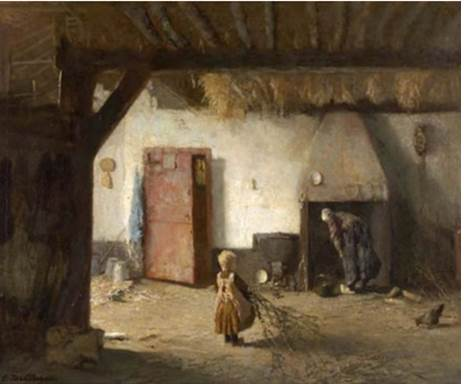
Поддерживание огня, 1915
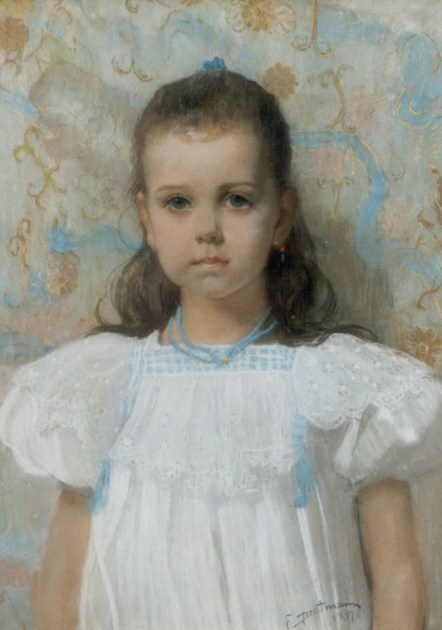
Девочка в белом платье, 1900
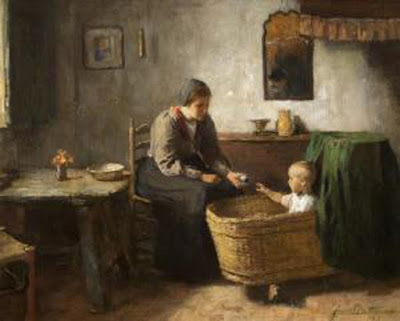
Крестьянка с ребенком в яслях, около 1915